# Poppin'
Poppin' is een nummer van de Amerikaanse zanger Chris Brown. Het nummer werd uitgebracht op 21 november 2006 door het platenlabel Jive/Zomba. Het nummer behaalde de 42e positie in de UK Singles Chart.